# حي الشاكرية
حي الشاكرية وهو أحد احياء مدينة المحاويل شمالي مدينة الحلة ويعتبر من الاحياء القديمة في و يقع على طريق بغداد - حلة - بغداد وفيه كثافة سكانية عالية ويوجد فيه الكثير من النخيل.